# Latno
Latno (bułg. Лятно) – wieś w Bułgarii, w obwodzie Szumen, w gminie Kaolinowo. W 2024 roku liczyła 713 mieszkańców.